# 西藏枯叶钩蛾
西藏枯叶钩蛾（学名：Canucha duplexa）是鱗翅目钩蛾科的一种，体长13～17毫米，头部黑色。触角双栉形，触角干黑色，栉叶黄褐色。胸部背面灰褐色，腹面棕褐色。胸足灰褐色，腹部褐色。翅长26～31毫米。前翅顶角尖细，向外下方突出，顶角内侧前缘有一块稜形浅色斑，自顶角至后缘中部有一条明显的双线斜带，外侧一条较粗，中室有窗斑。后翅颜色较浅，基部污黄色。主要产于印度北部，中国西藏自治区聂拉木县也有记录。